# John Todd Zimmer
John Todd Zimmer (Bridgeport, 28 febbraio 1889 – White Plains, 6 gennaio 1957) è stato un ornitologo statunitense.
Laureatosi alla University of Nebraska-Lincoln, dove fin da subito espresse un forte interesse per l'entomologia e l'ornitologia. 
Dal 1913 condusse studi nelle Filippine e in Nuova Guinea che portarono alla classificazione di numerose specie di uccelli. 
Quando ritornò negli USA, lavorò presso il Field Museum of Natural History. 
In questi anni compilò il Catalog of the Ayer Ornithological Library e partecipò a spedizioni in Africa e Perù.
Nel 1930, Frank Chapman lo assunse come Associate Curator of Birds (responsabile per il campo dell'ornitologia) all'American Museum of Natural History a New York, dove rimase per il resto dei suoi anni. 
Zimmer compilò una revisione sistematica della tassonomia degli uccelli peruviani e delle specie relative nel resto del sud America. 
Divenne anche membro onorario dell'Unione Ornitologi Americani ed editore del suo giornale, The Auk, dal 1942 al 1948.
Zimmer è ricordato nel nome scientifico di alcuni animali tra cui lo Scytalopus zimmeri.

## Opere
- Catalogue of the Edward E. Ayer Ornithological Library, 2 vol. Chicago (1926).